# Coelocaryon
Coelocaryon es un género de plantas perteneciente a la familia Myristicaceae. Comprende 9 especies descritas y de estas, solo 4 aceptadas.

## Descripción
Se caracteriza por el pedúnculo de la inflorescencia parcial delgado apicalmente, sin involucro. Endospermo macizo. Arilo profundamente laciniado casi o hasta la base. Anteras libres o sólo basalmente adnatas al ápice de la columna.

## Taxonomía
El género fue descrito por   Otto Warburg y publicado en Notizblatt des Königlichen botanischen Gartens und Museums zu Berlin 1: 99. 1895. La especie tipo es: Coelocaryon preussii Warb.	

## Especies aceptadas
A continuación se brinda un listado de las especies del género Coelocaryon aceptadas hasta diciembre de 2013, ordenadas alfabéticamente. Para cada una se indica el nombre binomial seguido del autor, abreviado según las convenciones y usos.
- Coelocaryon botryoides Vermoesen
- Coelocaryon oxycarpum Stapf
- Coelocaryon preussii Warb.
- Coelocaryon sphaerocarpum Fouilloy